# John Alexander McClernand

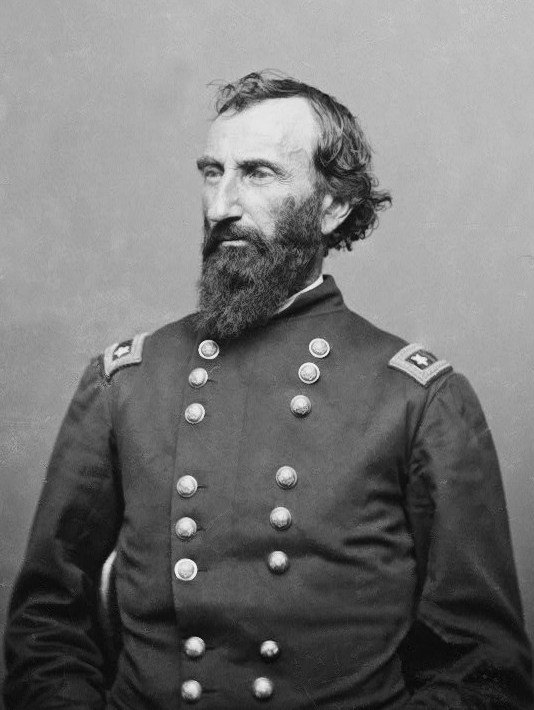
John Alexander McClernand

John Alexander McClernand (* 30. Mai 1812 im Breckinridge County, Kentucky; † 20. September 1900 in Springfield, Illinois) war ein US-amerikanischer Offizier und Politiker. Zwischen 1843 und 1861 vertrat er zwei Mal den Bundesstaat Illinois im US-Repräsentantenhaus; anschließend stieg er während des Bürgerkrieges bis zum Generalmajor im Heer der Union auf.

## Werdegang
Bereits im Jahr 1813 kam John McClernand mit seinen Eltern nach Shawneetown in Illinois, wo er später die öffentlichen Schulen besuchte. Danach betätigte er sich für einige Zeit in der Landwirtschaft. Nach einem anschließenden Jurastudium und seiner 1832 erfolgten Zulassung als Rechtsanwalt begann er ab 1835 in diesem Beruf zu arbeiten. In den Jahren 1833 und 1834 betrieb er auf dem Mississippi und dem Ohio Handel. 1835 gründete er die Zeitung Shawneetown Democrat. Gleichzeitig schlug er als Mitglied der Demokratischen Partei eine politische Laufbahn ein. In den Jahren 1836, 1840, 1842 und 1843 war er Abgeordneter im Repräsentantenhaus von Illinois.

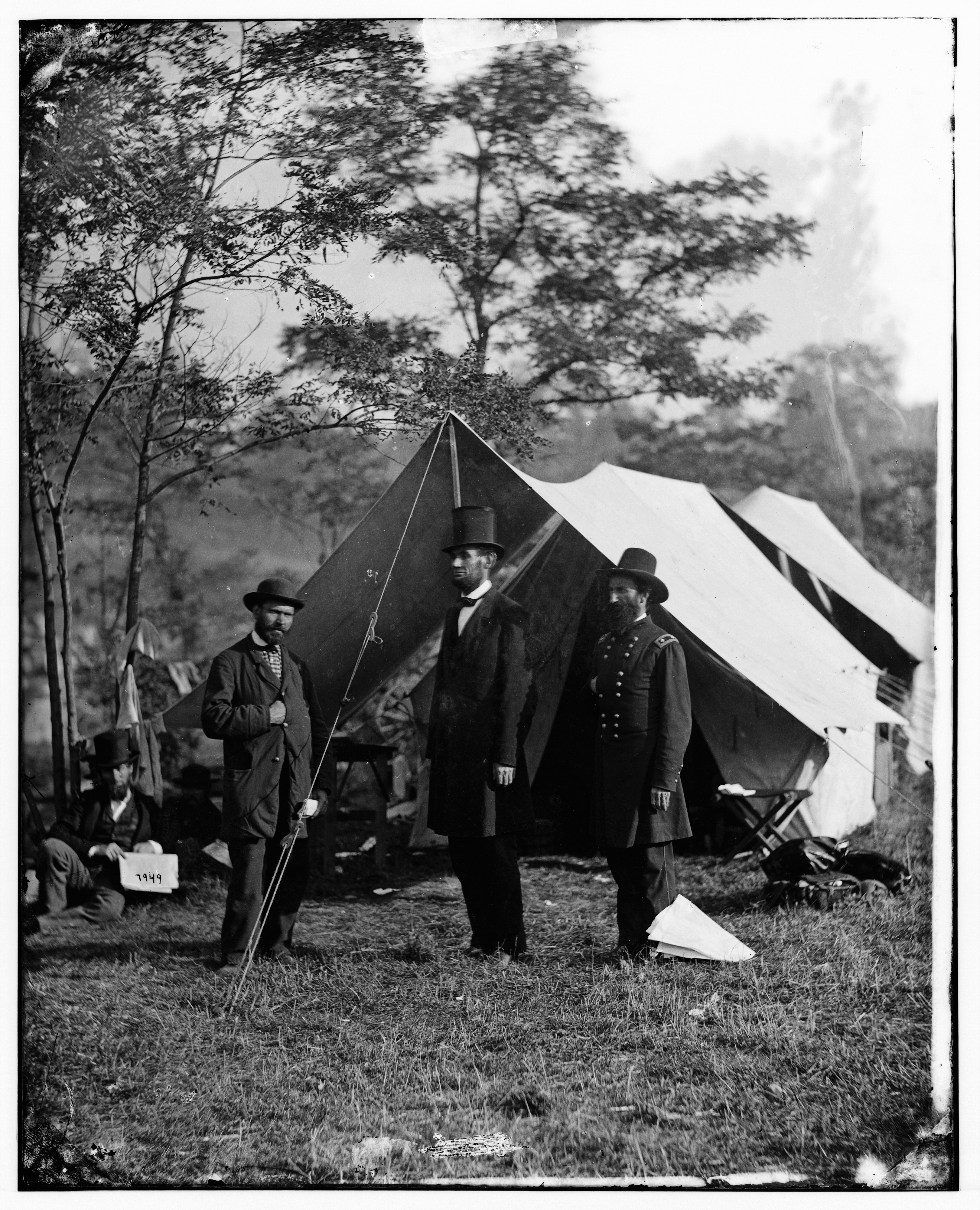
John Alexander McClernand (rechts) mit Allan Pinkerton (links) und Präsident Lincoln kurz nach der Schlacht am Antietam.

Bei den Kongresswahlen des Jahres 1842 wurde McClernand im zweiten Wahlbezirk von Illinois in das US-Repräsentantenhaus in Washington, D.C. gewählt, wo er am 4. März 1843 die Nachfolge von Zadok Casey antrat. Nach drei Wiederwahlen konnte er bis zum 3. März 1851 vier Legislaturperioden im Kongress absolvieren. In diese Zeit fiel der Mexikanisch-Amerikanische Krieg. Danach wurde auch die Arbeit des Kongresses von den Diskussionen um die Sklaverei geprägt. Von 1845 bis 1847 war er Vorsitzender des Ausschusses zur Verwaltung des öffentlichen Landes. Zwischen 1849 und 1851 leitete er den Auswärtigen Ausschuss. Im Jahr 1850 verzichtete er auf eine weitere Kandidatur.
1851 zog McClernand nach Jacksonville. Seit 1856 lebte er in der Staatshauptstadt Springfield. Zwischen 1859 und 1861 vertrat er als Nachfolger von Charles D. Hodges den sechsten Distrikt seines Staates im Kongress. Diese Zeit war von den Ereignissen im unmittelbaren Vorfeld des Bürgerkrieges bestimmt. Er legte sein Mandat am 28. Oktober 1861 nieder, um als Offizier am Krieg teilzunehmen, und brachte es in der Folge bis zum Generalmajor. Im Januar 1863 befehligte er die Army of the Mississippi während der Schlacht um Arkansas Post, später das XIII. Armeekorps im Zweiten Vicksburg-Feldzug. Im Juni 1863 wurde er von General Ulysses S. Grant seines Kommandos enthoben, als er entgegen einem entsprechenden Verbot einen die eigene Rolle überhöhenden Kriegsbericht über die Schlacht am Champion Hill in einer Zeitung in Illinois veröffentlichte. Präsident Abraham Lincoln gab McClernand 1864 ein neues Kommando. Dies geschah auch aus politischen Gründen, da McClernand zu den die Kriegspolitik Lincolns unterstützenden Kriegsdemokraten (War Democrats) gehörte.
Zwischen 1870 und 1873 war McClernand Richter im Sangamon County. Danach praktizierte er wieder als Anwalt. Im Juni 1876 fungierte er als Präsident der Democratic National Convention in St. Louis. Später wurde er noch Mitglied der Utah-Kommission. Er starb am 20. September 1900 in Springfield.